# ルフナ

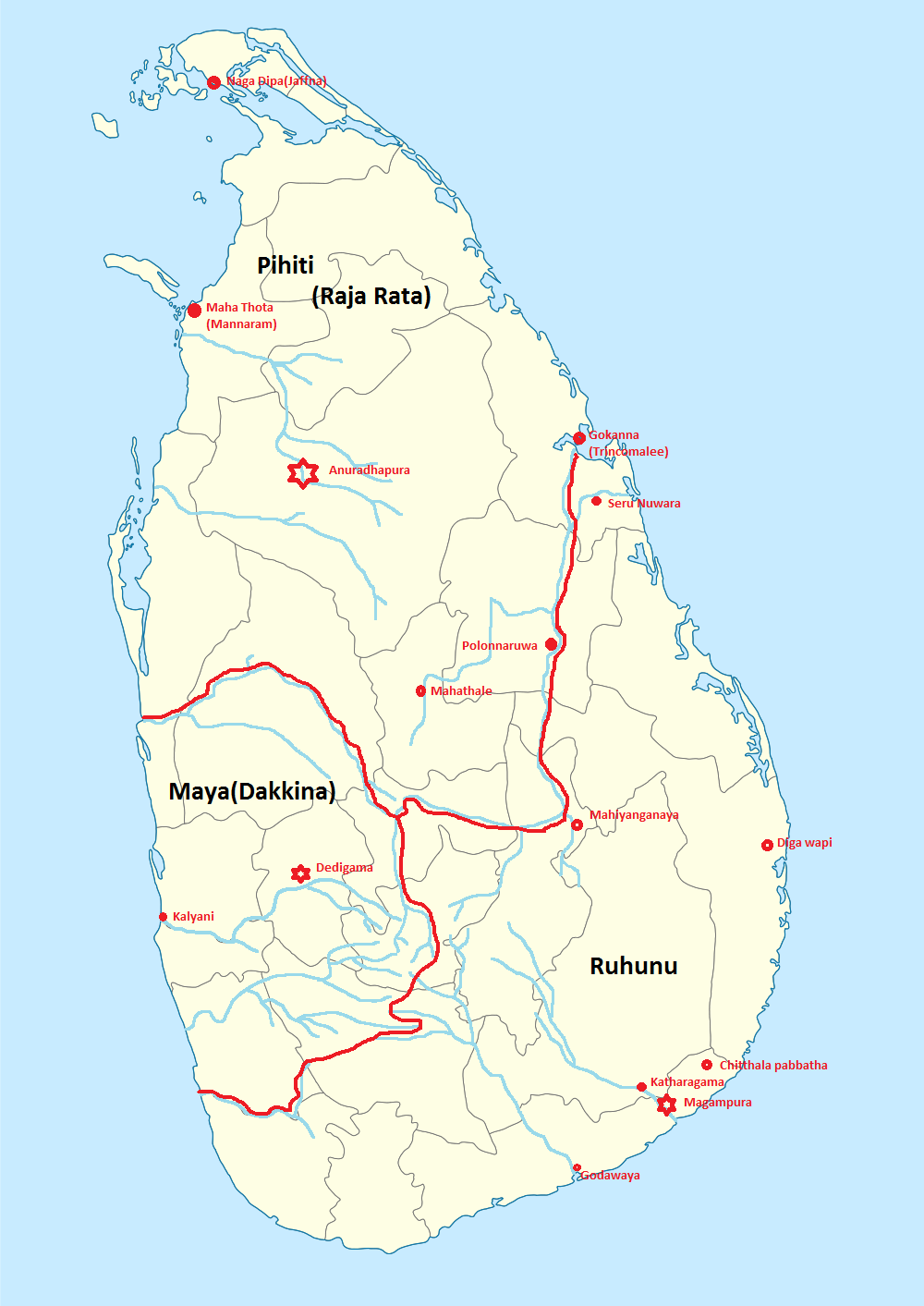
ルフナ地方

ルフナ（シンハラ語: රුහුණ、英語: RuhunaまたはRuhunu）は、スリランカの南部から東部にかけての地域を指す呼称。転じてサバラガムワ州で生産されるロー・グロウン・ティーと呼ばれる紅茶もルフナと呼ばれる。

## 紅茶
ルフナは一番標高が低く、スリランカの南に位置し、気温が高いため葉の成長がよく、ハイ・グロウンの茶葉より、1.5から2倍くらい大きくなっている。癖のある深い苦味を特徴とし、多種多様な香りを持つ。発酵度が高いため、濃い色の茶葉で質のよいものにはシルバーティップが多く見られる。茶葉を高温で乾燥させるため、中国のキームンのようなスモーキーさと、濃厚な重い渋味が特徴。水色は深い紅色。
ミルクとの相性が良くチャイやミルクティーとして楽しまれるほか、ストレートで飲まれることもある。

### 収穫期
12月～4月頃。